# Rijpickerwaard (kasteel)
Rijpickerwaard is een boerderij en voormalig kasteel in de Nederlandse gemeente IJsselstein, provincie Utrecht. Van het kasteel zijn geen zichtbare restanten bewaard gebleven. De boerderij dateert uit 1889 en is een gemeentelijk monument.

## Geschiedenis
Rond 1590 verkreeg jonker Johan van Bacx, drost van IJsselstein, een stuk land in de polder Rijpickerwaard. Tussen 1593 en 1598 liet hij hier een kasteel bouwen, mogelijk op de plek van een oudere voorganger. In de 17e eeuw is het kasteel uitgebreid.
In 1763 werd Johan Willem Swellengrebel eigenaar van het kasteel. Vermoedelijk was het deze eigenaar die het kasteel tussen 1763 en 1789 heeft afgebroken en vervolgens vervangen door een boerderij met bijgebouwen. Net als het kasteel werd ook deze boerderij Rijpickerwaard genoemd.
De familie Van Romondt Vis liet in 1889 de oude boerderij slopen en bouwde er een nieuwe boerderij voor in de plaats. De voormalige slotgracht werd in 1957 grotendeels gedempt. In de jaren 80 werd de boerderij het onderkomen voor een dierenasiel.

## Beschrijving
Het omgrachte kasteel Rijpickerwaard was begin 17e eeuw een langwerpig gebouw met trapgevels en een aangebouwde toren met uivormig dak. Later die eeuw werd het kasteel uitgebreid tot een hoefijzervormig bouwwerk met een vierkante toren, voorzien van kantelen. In die toren was een duiventil aanwezig.

### Boerderij
De boerderij Rijpickerwaard uit 1889 is een gemeentelijk monument. Het betreft een langhuisboerderij met zadeldak en een bepleisterde achtergevel. Aan de voorzijde is topgevelversiering aangebracht met een makelaar, loftwerk en windveer.
Bij de boerderij hoort een zomerhuis uit 1908, ontworpen door A. Poot. 

## Apenhuis en apenluiders
Rijpickerwaard kreeg de bijnaam Apenhuis. Dit komt voort uit het volksverhaal over de knecht Kees die samen met zijn aapje - eveneens Kees genoemd - op het middeleeuwse slot Rijpickerwaard woonde. Op een dag overleed het aapje en de kasteelheer liet het stadsbestuur van IJsselstein weten dat Kees was overleden. Omdat het stadsbestuur in de veronderstelling was dat het om de knecht Kees ging, werden de kerkklokken geluid. Uiteindelijk werd duidelijk dat ze de klokken hadden geluid voor de aap en niet voor de knecht, hetgeen de IJsselsteiners de bijnaam apenluiders opleverde.
Kasteel Ter Aa (Breukelen) ·
Aastein ·
Slot Abcoude ·
Amaliastein ·
Nieuw-Amelisweerd ·
Oud-Amelisweerd ·
Kasteel Amerongen ·
Kasteel Batestein (Harmelen) ·
Kasteel Batestein (Vianen) · 
De Beest ·
Bergestein ·
Beverweerd ·
Blasenburg ·
Blikkenburg ·
Blommesteyn ·
Bolenstein ·
Bolsweerd ·
Bottestein ·
Kasteel Broekhuizen ·
Bruinenburg ·
Huis Cammingha ·
Clarenborg ·
Coelhorst ·
De Batau ·
Dompselaer ·
Huis Doorn ·
Drakenburg (kasteel) ·
Drakensteyn ·
Kasteel Duurstede ·
Huis Ter Eem ·
Eijkelenburg ·
Emmickhuizen ·
Den Engh ·
Essenstein ·
Everstein (Everdingen) ·
Everstein (Jutphaas) ·
Den Eyck ·
Galesloot ·
Kasteel Geerestein ·
Gildenborgh ·
Kasteel Ten Goye ·
Grauwert ·
Grijpestein ·
Groenestein (Langbroek) ·
Kasteel Groeneveld (Baarn) ·
Groenewoude (Woudenberg) ·
Gunterstein ·
Kasteel de Haar ·
Kasteel Hagestein ·
Hamtoren ·
Kasteel Hardenbroek ·
Huis Harmelen ·
Ridderhofstad Heemstede ·
Kasteel Heemstede ·
Heimenberg ·
Heimerstein ·
Huis Herlaar ·
Ter Heul ·
Heulestein ·
Hindersteyn ·
Kasteel Ter Horst (Achterberg) ·
Isselt ·
Kasteel IJsselstein ·
Jagenstein ·
Kersbergen ·
Killestein ·
Kronenburg (kasteel) ·
Kasteel Levendaal ·
Lichtenberg (Woudenberg) ·
Lievendaal (Amerongen) ·
Landgoed Linschoten ·
Kasteel Linschoten ·
Lockhorst ·
Kasteel Loenersloot ·
Kasteel Lunenburg ·
Huis Maarsbergen ·
Marckenburg ·
Ter Meer ·
Ter Mey (Haarzuilens) ·
Huis te Mijdrecht ·
Huis te Mijnden ·
Kasteel Moersbergen ·
Kasteel Montfoort ·
Natewisch ·
Te Nesse ·
Kasteel Nijenrode ·
Nijenstein ·
Nijeveld ·
Noordwijk (Langbroek) ·
Huis te Oosterwijk ·
Oostwaard (Utrecht) ·
Op de Bol ·
Oud-Broekhuizen ·
Ridderhofstad Oudaan ·
Huis Oudegein ·
Oudenhorst ·
Plettenburg (kasteel) ·
Huis De Polle ·
Prattenburg ·
Kasteel Putkop ·
Randenbroek (park) ·
Remmerstein ·
Kasteel Renswoude ·
Rhijnauwen ·
Kasteel Rhijnestein ·
Huis Riebeek ·
Kasteel Rijnenburg ·
Rijnestein ·
Rijneveld ·
Kasteel Rijnhuizen ·
Rijningen ·
Huis Rijnsweerd ·
Rijpickerwaard · 
Kasteel Rijsenburg ·
De Roetert ·
Rumelaar ·
Kasteel Ruwiel ·
Royestein ·
Kasteel Sandenburg ·
Kasteel Schalkwijk ·
Kasteel Schonauwen ·
Schurenburg ·
Snaafburg ·
Snellenburg ·
Paleis Soestdijk ·
Steenhuis (Lopik) ·
Kasteel Sterkenburg ·
Stormerdijk ·
Landgoed Stoutenburg ·
Ten Massche ·
Valkenburg (Rhenen) ·
Huis te Velde ·
Kasteel Veldenstein ·
Hofstede te Vliet ·
Huis te Vleuten ·
Huis te Vliet (Lopik) ·
Huis te Vliet (Oudewater) ·
Vogelpoel ·
Huis te Voorn ·
Vredelant ·
Vronestein ·
Vuijlcop ·
Kasteel Walenburg ·
Wayenstein (Amerongen) ·
Kasteel Weerdenburg ·
Weerdesteyn ·
Weerestein ·
Hof ter Weyde ·
Wickenburgh ·
Wijnestein ·
Wiltenburg (Utrecht) ·
Kasteel van Woerden ·
Huis Woudenberg ·
Huis te Woudenberg (I) ·
Huis te Woudenberg (II) ·
Wulven ·
Kasteel Oud-Wulven ·
Wulvenhorst ·
Slot Zeist ·
Kasteel Zuilenburg ·
Zuileveld ·
Slot Zuylen ·
Huis Zuylenstein